# 南春寺 (新宿区)
南春寺（なんしゅんじ）は、東京都新宿区にある真宗大谷派の寺院。

## 歴史
1629年（寛永6年）、恵弥法印によって開山された。寛文年間（1661年 - 1673年）に一時廃寺になったが、後に恵了法印（1806年寂）が龍善寺中に中興した。
1868年（明治元年）に龍善寺から離れ、現在地に移転した。参門建物は2011年（平成23年）に新築されたものである。

## 交通アクセス
- 牛込柳町駅より徒歩6分。